# Livaderó (Kozáni)
Livaderó, en grec moderne : Λιβαδερό,  est un village et un ancien dème du district régional de Kozáni, en Macédoine-Occidentale, Grèce. Depuis 2010, il est intégré au sein du dème de Sérvia-Velvendós puis en 2019 dans le dème de Sérvia.
Selon le recensement de 2011, la population du dème ainsi que celle du village s'élève à 1 232 habitants.